# 捨てコンクリート
捨てコンクリート（すてコンクリート）は、地業後に基礎や型枠の墨出し、型枠・鉄筋の受け台として設けるものである。
地業は必ずしも平坦に施工されているわけではない。鉄筋のかぶり厚は建物の耐久性に最も影響を及ぼす要因であるが、捨てコンがないとスペーサが安定せず、部分的に鉄筋かぶり厚が不足する場合がある。厚さは粗骨材寸法が25mmであれば、セメントペーストと分離しないように50mm以上とする。
元来、ミキサーで練られる１杯目は水分量が計算通りにならないため、捨てられる。
このコンクリートを指す言葉であった。